# Love Letter (jeu)
Pour les articles homonymes, voir Love Letter.
Love Letter, est un jeu de société créé par Seiji Kanai en 2012 et édité pour la première fois en français par Filosofia en 2013.
Pour 2 à 6 joueurs, à partir de 8 ans pour environ 15 minutes.

## Principe général
Pour déclarer leur coeur à la princesse, les joueurs devront faire passer leur lettre d'amour (Love Letter en anglais) par de notables intermédiaires du palais.

## Règle du jeu

### But du jeu
Une partie se joue en plusieurs manches. La manche est remportée par le dernier joueur encore en jeu, ou par le joueur qui a la carte de plus haute valeur à la fin de la pioche. Au bout d'un certain nombre de manches remportées, représentées par des points faveur, la partie prend fin.

### Mise en place
Chaque joueur commence avec une carte en main. Une carte est brûlée, c'est-à-dire retirée de la pioche, et posée face cachée devant les joueurs. Le reste des cartes constitue la pioche. A deux joueurs, trois cartes sont prises de la pioche et déposées face visible devant les joueurs.

### Déroulement
Tour à tour, les joueurs piochent une carte, en jouent une en la posant devant eux et activent son effet.
- Espionne : si une seule des 2 cartes espionne est en jeu, le joueur l'ayant jouée gagne un point faveur.
- Garde : le joueur désigne un adversaire et nomme une carte (sauf Garde). Si c'est la carte que l'adversaire a en main, alors l'adversaire est éliminé de la manche.
- Prêtre : le joueur regarde la carte qu'un adversaire de son choix a en main.
- Baron : le joueur choisit un adversaire. Les deux se montrent leur carte : celui dont la valeur de la carte est la plus faible est éliminé de la manche. Si leurs valeurs sont égales, alors personne n'est éliminé.
- Servante : quand un joueur joue la Servante, il ne peut pas subir l'effet d'autres cartes pendant un tour, jusqu'à ce qu'il joue de nouveau.
- Prince : le joueur choisit un joueur (lui compris) qui défausse sa carte et en pioche une autre immédiatement.
- Chancelier : le joueur prend 2 cartes dans la pioche en plus de celle qu'il a dans les mains, et remet 2 cartes de son choix dans le bas de la pioche
- Roi : le joueur échange sa carte avec celle d'un autre joueur de son choix.
- Comtesse : elle n'a pas de pouvoir en soi, mais doit obligatoirement être jouée si le joueur qui la possède a aussi en main un Prince ou un Roi.
- Princesse : elle n'a pas de pouvoir en soi, mais si elle doit être défaussée alors le joueur qui l'avait est éliminé de la manche.

### Fin de partie et vainqueur
La manche se termine soit quand il n'y a plus qu'un joueur, soit lorsqu'il n'y a plus de carte dans la pioche. Les joueurs comparent alors la valeur de la carte qu'ils ont en main et la plus haute valeur l'emporte. S'il y a un ex-aequo, on regarde l'ensemble des cartes ayant été jouées pendant la manche : le joueur dont la somme est la plus importante l'emporte.

## Récompenses
- Dice Tower Gaming Awards, 2012, Meilleur jeu familial et Meilleur jeu d'ambiance[2]
- Guldbrikken, 2014, Meilleur jeu familial[3]
- Japan Boardgame Prize, 2012, 1er prix du public[4]

## Rééditions
Il existe au moins 10 rééditions thématiques du jeu. Le principe reste le même mais le thème est changé : au lieu d'avoir des membres d'une cour royale, les cartes sont des personnages par exemple de séries (Adventure Time, Batman, Munchkin…).
Une nouvelle version est éditée en 2019 par Z-Man Games, avec de nouveaux personnages et permettant de jouer jusqu'à 6.